# Karl-Marx-Straße 9 (Hohenwarsleben)

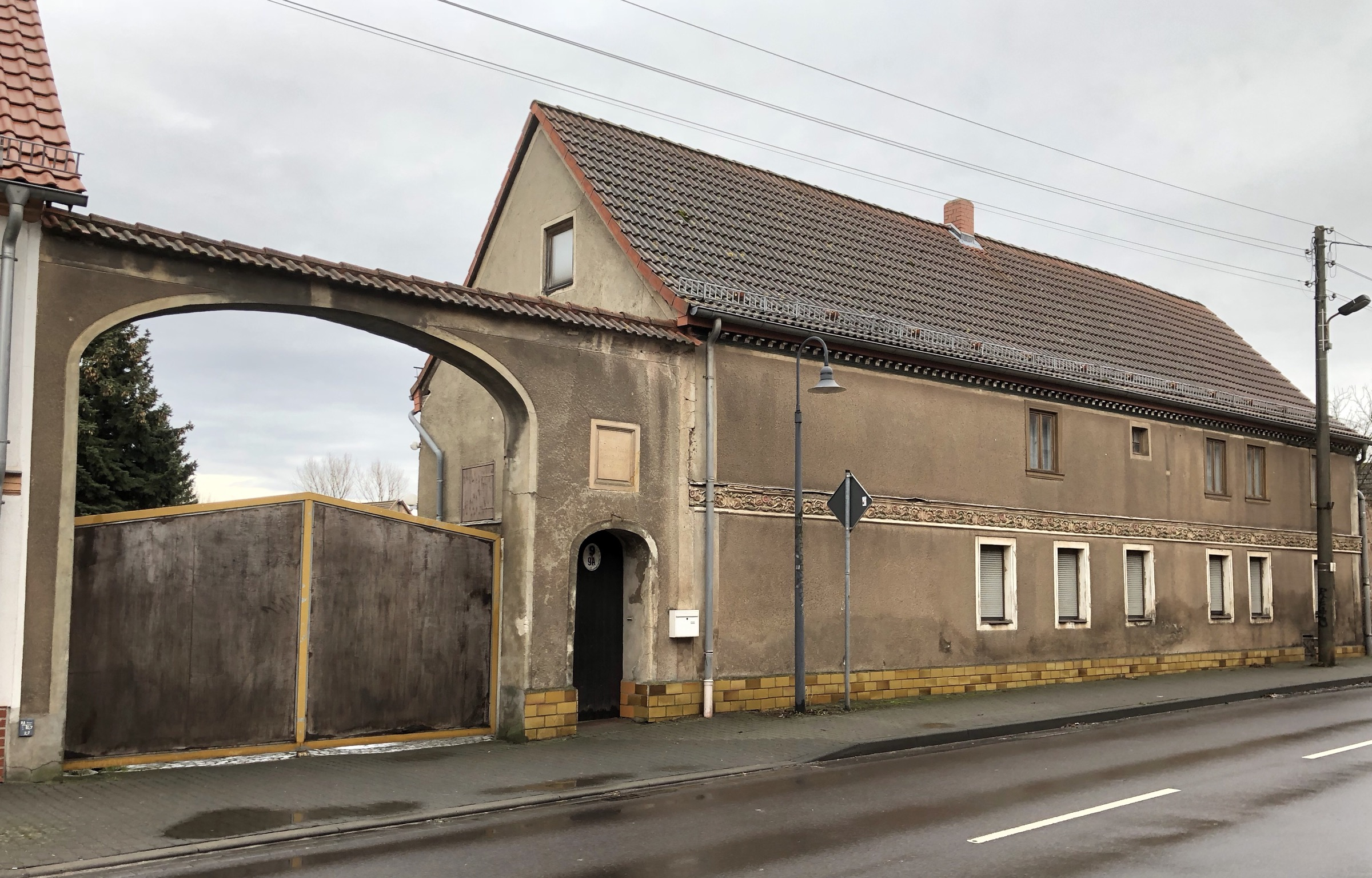
Bauernhaus Karl-Marx-Straße 9

Das Gebäude Karl-Marx-Straße 9 ist ein denkmalgeschütztes Bauernhaus in der Gemeinde Hohe Börde in Sachsen-Anhalt.

## Lage
Es befindet sich im Ortsteil Hohenwarsleben traufständig auf der Südseite der Karl-Marx-Straße in das Straßenbild prägender Lage. 

## Architektur und Geschichte
Das zweigeschossige verputzte Bauernhaus entstand in der ersten Hälfte des 19. Jahrhunderts. Eine am Gebäude befindliche Inschrift trägt die Jahreszahl 1861. Links des Hauses befindet sich eine hohe Tordurchfahrt, rechts hiervon eine Pforte. Die Fassade des für die Region typischen Bauernhauses ist in ihrer Gliederung im Original erhalten. Bemerkenswert ist jedoch der statt eines Gurtgesims als Verzierung angebrachte, aus Akanthuslaubformen bestehende Stuckfries.
Im örtlichen Denkmalverzeichnis ist das Bauernhaus unter der Erfassungsnummer 094 75513 als Baudenkmal eingetragen.